# 大花千斤藤
大花千斤藤（学名：Ipomoea soluta）为旋花科番薯属的植物。分布于马来半岛、斯里兰卡、印度等地，目前尚未由人工引种栽培。